# Macerație peliculară
Macerația peliculară este o etapă din cadrul vinificarii în roșu, în parte în vinificarea în rosé și mai rară în vinificarea în alb- "skin contact" ce durează cateva ore. Este etapa în care mustul vine în contact cu parțile solide ale srugurelui: ciorchine- dacă nu s-a desciorchinat- pelicule, semințe, de la care împrumută acizi, substanțe polifenolice: tanini, antocieni, flavoni. Macerația poate dura de la câteva ore, la vinurile albe și rosé, la 4-5 zile în cadrul vinurilor roșii proaspete și care se beau tinere, și până la o lună în cazul vinurilor roșii destinate păstrării.